# Jaroslav Matouš
Jaroslav Matouš (26. února 1941, Hlinsko v Čechách – 24. března 2018) byl český malíř a sklářský výtvarník.

## Život

### Vzdělání
- 1956–1960 Střední uměleckoprůmyslová škola sklářská, Železný Brod
- 1961–1967 Vysoká škola uměleckoprůmyslová v Praze, ateliér monumentální malby a skla, Prof. Josef Kaplický, ateliér skla, Prof. Stanislav Libenský

### Členství ve spolcích
- Skupina Rubikon (1998)

## Dílo
Jaroslav Matouš byl svým výtvarným naturelem především malíř, a to i ve skle. Výsadní místo v jeho výtvarných zájmech zaujímala příroda. Zde nalézal nejdůležitější inspirativní zdroje v krajinných scenériích, v přírodních procesech i jednotlivostech. Příroda se pro tohoto umělce stala nevyčerpatelnou studnicí tvarových a barevných možností, kreativním iniciátorem uměleckého výsledku. Jenom v ní lze nalézt to nejpůvodnější, co lidské poznání může obsáhnout. J. Matouš svou tvorbou objevoval výtvarné hodnoty přírodního dění, jež se zdá být obyčejné a prosté pouze letmému pohledu. Ve skutečnosti jsou to působivé děje, které autor dokázal svým citlivým nitrem zachytit. Kapky rosy, hlubiny tůni nebo nitra vegetabilních organismů, vše schraňoval před prchavostí momentu a povyšoval na velkolepé inscenace.

Svým pojetím dával vyznít křehkosti skleněného materiálu, který doplňuje a proplétá perličkami a jemnými drátky. Prostupují sklovinou jako chvějivé výhonky, pnou se až do volného prostoru, jindy utváří pravidelnou síť jako základ zobrazovaného výjevu. Subjektivní obraz okolního světa J. Matouš transponoval do forem jasného obrysu, ne však prostoru uzavřených. S oblibou jej rozehrával na tenkých stěnách tvarově střídmých nádob, zejména tvaru válcového nebo utvářené spojením dvou protichůdně vypouklých stěn. Hladkou plochu členil principem prořezávání, který hraje i důležitou roli kompoziční. V torzovitosti mnohých nádob rezonuje dojem odvěkosti, posilován vědomím vzácnosti a nevídanosti toho, co pro nás autor vizuálně transformuje. 

Rovněž na obrazovém plátně jsou krajiny J. Matouše poetickou konstrukcí barevných ploch. Reálnou, smyslově zažitou krajinu podřizoval sumárnímu pohledu v procesu silné redukce až abstrakce. Vnímal ji koloristicky v jednotlivých barevných hodnotách, jindy ji určoval liniemi vedenými v nové kompoziční skladebnosti. Tvorba J. Matouše, stále živá a dynamicky expandující, má svůj vlastní básnický jazyk, vzácnou tendenci nahlížet skutečnosti světa s nevšední vnímavostí a senzibilitou. Odhaluje to, co by jinak povrchnímu běhu života zůstalo skryto.

### Ocenění
- 1986	diplom za 4. Quadriennale v Erfurtu

### Zastoupení ve veřejných sbírkách
- Uměleckoprůmyslové muzeum v Praze
- Národní galerie v Praze
- Moravská galerie v Brně
- Muzeum skla a bižuterie v Jablonci nad Nisou
- Severočeské muzeum v Liberci
- Crystalex Nový Bor
- Východočeské muzeum v Pardubicích
- Museum Van der Togt Amsterdam
- Kunstmuseum Düsseldorf
- Kunstsammlungen der Veste Coburg
- Musée des Arts Décoratifs Lausanne
- Hokkaido Museum of Modern Art Sapporo
- Museum of Modern Art Toyama
- Gallery Nakama Tokio
- Musée Atelier du Verre Sars Poteries

### Výstavy

#### Autorské
- 1988 Galerie Gottschalk–Betz, Frankfurt n. M
- 1990 Glasgalerie E. Stölting, Hittfeld, Gallery Elen Lee, Montreal
- 1991 Miller Gallery, New York
- 1992 Galerie Böhm, Praha
- 1993 Galerie Rob van den Doel, Den Haag
- 1994 Glasgalerie am Graben, Linz, Museum Jan van der Togt, Amstelween
- 1995 Východočeské muzeum Pardubice
- 1996 Glass Gallery Takaoka, Gallery Nakama, Tokio
- 1997 Gallery Nakama, Tokio, Museum of Modern Art Toyama, Galerie Mozart, Praha
- 1998 Galerie Artra, Nieuw Vennep
- 1999 Glasgalerie E. Stölting Hittfeld, Neues Rathaus, Weiden, Ars Temporis, Klagenfurt
- 2001 Galerie výtvarného umění v Ostravě
- 2005 „Meditace v krajině“, Galerie Aspekt, Brno
- 2006 Studio Glass Gallery, Londýn (s Alešem Vašíčkem)
- 2012 Oblastní muzeum a galerie Hlinsko v Čechách

#### Společné (výběr)
- 1967 Czechoslovak Glass, Amsterdam
- 1968 Salon, Park kultury, Praha
- 1969 Obraz a hudba, Divadlo hudby, Praha
- 1970 Současné české sklo, Mánes, Praha
- 1974 Československé umělecké řemeslo, Moskva
- 1975 Galerie V. Špály, Praha, Galerie Platýz, Praha
- 1977 Umělecké sklo, Galerie J. Fragnera, Praha, Moravská galerie, Brno
- 1979 Art Of Glass, Museum Of Science and Industry, Chicago
- 1980 Moravská galerie, Brno
- 1982 Prostor I, kaple Sv. Rocha, Praha
- 1983 Skleněná plastika, Dům umění, Brno, „Prostor II“, Veletržní palác, Praha
- 1984 Československé sklo, Valdštejnská jízdárna, Praha
- 1985 Královský letohrádek, Praha
- 1986 Galerie am Fischmarkt, Erfurt
- 1987 Skleněná plastika, Dům umění, Brno, Trenčín, Vojanovy sady, Praha
- 1988 Galerie Gottschalk–Betz, Frankfurt n. M., Kopecký and Friends, Salon Praha, Essen
- 1989 Gallery Lee Sclar, Morristown, Salon, Nová radnice, Praha
- 1990 International Art Craft, Mnichov, Kunstmuseum Düsseldorf
- 1991 Art Crafts In Europe, Stuttgart, Pražská sklářská cena, Mánes, Praha, Heller Gallery, New York, Jubilejní výstava, Výstaviště Praha, Praha
- 1992 – EXPO 92 Sevilla, Spoluúčast na hlavní expozici Československého pavilonu, Národní technické muzeum Praha, Dům umění Brno
- 1993 Trienale Of Glass Arts, Norimberk
- 1994 World Glass Now, Hokkaido Museum of modern Art, Sapporo, Extra Dimensions, Art Glass Centre, Schalkwijk, Historical museum Bamberk, Muzeum skla a bižuterie, Jablonec n. Nisou
- 1995 Česká tavená skleněná plastika, Muzeum skla a bižuterie, Jablonec n. Nisou, Four School Glass, Art Glass Centre, Schalkwijk, Glassgalerie E. Stölting, Hittfeld
- 1996 Pohled do sklářských ateliérů, Muzeum skla a bižuterie, Jablonec n. Nisou, Sklo 1920–1996, SUPŠS, Železný Brod, Galerie am Graben, Linec
- 1997 Galerie W, Nový Bor, Ledeburské zahrady Praha, Halle meets Prag, Halle, Tvrz Žďár n. Sázavou
- 1998 Espaí Vidre, Barcelona, Galerie am Graben, Linec, Czech Sculpture, Glasgalerie, Vídeň, Glasgalerie E. Stölting Hittfeld, Galerie Jean Claude Chapelot, Luxemburg
- 1999 Verriales, Biot, Štrasburk, Peking, Současná skleněná plastika, Konvent, Žďár n. Sázavou
- 2000 Alfa 2000 Omega, Portheimka, Praha, Exhibition Czech Glass, Shenzhen, SOFA,Chicago, Taiwan, Tokio, Museum of Modern Art Toyama, Glass sculptures, Nieuweigen
- 2001 – Palm Springs, Galerie Artra, Nieuw Vennep
- 2003 15 Jahre Glasgalerie Hittfeld, Glasgalerie E. Stölting, Hittfeld
- 2004 Czech Glass 2004, Leo Kaplan Modern, New York, Glasgalerie E. Stölting, Hittfeld, Sculptures seuil, Institut Francais de Prague, Od Bruselu 58 po Aichi 2005, Nostický palác, Praha, Od skleněné plastiky k obrazu a naopak, Galerie u prstenu, Praha
- 2005 EXPO 05 Aichi, 5. festival uměleckého skla, Vřídelní kolonáda, Karlovy Vary
- 2006 Black 06 – pardubický výtvarný festival, Pardubice, Jubilanti Mánesa, Galerie Diamant, Praha, Connect european glass art, The Studio Glass Gallery, Londýn
- 2007 Galerie Diamant, Praha, Průzračný svět, Galerie moderního umění v Roudnici nad Labem, Osm sklářských výtvarníků, Galerie 10, Praha, Die Durchsichtige Welt, Landschloss Pirna – Zuschendorf
- 2008 Glassgalerie E. Stölting, Hittfeld
- 2009 Crossing Borders, Ebeltoft, Connections 09, Mánes, Praha
- 2010 Glass sculpture, Yatsuo
- 2011 SVU Mánes, galerie Diamant Praha
- 1998/2011 Verriales, Galerie Internationale du Verre, Biot